# CashEDI
CashEDI ist der Name eines Fachverfahrens der Deutschen Bundesbank.
Mit CashEDI baut die Bundesbank ihr Dienstleistungsangebot im Barzahlungsverkehr aus und bietet ihren Kunden die Möglichkeit einer elektronisch unterstützten Geschäftsabwicklung im Rahmen eines standardisierten elektronischen Datenaustausches. 
Das Angebot umfasst das elektronische Einstellen von Einzahlungsinformationen und das elektronische Bestellen von Wechselgeld. In diesem Zusammenhang werden auch Rückinformationen zum Auslieferungsstatus, der Bereitstellung und dem Ergebnis der Auszählung an die Teilnehmer übermittelt. In späteren Ausbaustufe, deren Zeitpunkte noch nicht feststehen, soll die elektronische Übermittlung von Entgeltabrechnungen und der elektronische Stammdatenaustausch möglich sein.
Die Kommunikation basiert auf den von der GS1 Germany entwickelten Anwendungsempfehlung zum Kommunikationsstandard EANCOM® und GS1 - XML. Um am Fachverfahren teilzunehmen, sind einige Voraussetzungen zu erfüllen. So benötigen die Teilnehmer eine GLN (Global Location Number) von GS1, um ihre Filialen, Standorte und Konten eineindeutig zu identifizieren. Die Zahlungsempfänger benötigen darüber hinaus mindestens ein BMS-Konto bei der Bundesbank, können jedoch im Rahmen einer Sammel-NiKo-Einzahlung auf den Erwerb einer GLN verzichten (vorübergehend zulässig).
Beim Austausch von elektronischen Einzahlungsdaten werden gegenüber dem alten Verfahren keine Kontonummern mehr angegeben, so dass eine beabsichtigte oder unbeabsichtigte falsche Wertstellung ausgeschlossen ist. Im neuen Verfahren hinterlegt der Kunde seine Kontodaten direkt bei der Deutschen Bundesbank und wird dann durch seine GLN zugeordnet. Das Auftreten von Fehlbuchungen ist durch die Prüfziffernlogik der GLN und Antragspflicht bei der Bundesbank kaum noch möglich.
Der Zugang zum Fachverfahren erfolgt über die nicht-mandantenfähige Internetseite WebEDI (seit 2006 möglich) oder über den zertifizierungspflichtigen Filetransfer (seit Januar 2008) über EANCOM oder XML. Dazu müssen sich die Teilnehmer des Bargeldkreislaufes selbst zertifizieren lassen oder nutzen die Dienste von Softwaredienstleistern. 
Der GS1-Standard, der im Fachverfahren CashEDI verwendet wird, wird in den kommenden Jahren auch in den Ländern Frankreich, Italien und Spanien Einzug halten.